# انتونیو لونا (بازیکن فوتبال)
انتونیو لونا (انگلیسی: Antonio Luna؛ زادهٔ ۱۷ مارس ۱۹۹۱) بازیکن فوتبال اهل اسپانیا است.
از باشگاه‌هایی که در آن بازی کرده‌است می‌توان به باشگاه فوتبال هلاس ورونا، باشگاه ورزشی رئال مایورکا، باشگاه فوتبال اسپتزیا، باشگاه فوتبال استون ویلا، باشگاه فوتبال آلمریا، باشگاه فوتبال ایبار، و باشگاه فوتبال سویا اشاره کرد.
وی همچنین در تیم‌های ملی فوتبال زیر ۱۶ سال اسپانیا، زیر ۱۸ سال اسپانیا، زیر ۱۹ سال اسپانیا، و زیر ۲۰ سال اسپانیا بازی کرده‌است.